# Echidna amblyodon
 Echidna amblyodon és una espècie de peix de la família dels murènids i de l'ordre dels anguil·liformes.

## Distribució geogràfica
Es troba al Pacífic occidental central.